# Валдов, Альфред Янович
А́льфред Я́нович Ва́лдов (30 июня (13 июля) 1908, Амбла, Эстляндская губерния, Российская империя — 9 июня 1987, Таллине, Эстонская ССР, СССР) — советский рабочий, Герой Социалистического Труда. Общественный и политический деятель.

## Биография
Родился в 1908 году в посёлке Амбла Эстляндской губернии Российской империи (ныне уезд Ярвамаа, Эстония). Член КПСС с 1959 года.
С 1924 года — на хозяйственной, общественной и политической работе. В 1924—1974 гг. — ученик слесаря, разметчик на заводе. Свыше 30 лет работал разметчиком на Таллинском машиностроительном заводе Эстонского совнархоза (c 1974 года — Таллинский машиностроительный завод им. Й. Лауристина). 
В свободное от работы на заводе время — футболист, центральный полузащитник, игрок «Таллинна Ялгпалликлуби». Игрок национальной сборной Эстонии по футболу. Провёл один матч за сборную — 6 августа 1932 года против сборной Литвы. Завершил спортивную карьеру в 1936 году.
Указом Президиума Верховного Совета СССР от 1 октября 1965 года присвоено звание Героя Социалистического Труда с вручением ордена Ленина и золотой медали «Серп и Молот».
Избирался депутатом Совета Национальностей Верховного Совета СССР 5-го и 6-го созывов от Калининского северного избирательного округа Эстонской ССР. Почётный гражданин Таллина (1974).
Умер в 1987 году в Таллине.

## Семья
Брат, Рихард-Вольдемар Валдов (1911—1998), тоже был футболистом, лучший бомбардир чемпионата Эстонии 1933 года. Некоторые источники ошибочно приписывают ему, а не Альфреду, матч в 1932 году за сборную Эстонии. После Второй мировой войны эмигрировал в США, работал химиком.